# Reggiano (vino)
Il Reggiano, fino al 1996 chiamato Lambrusco Reggiano, è un vino DOC la cui produzione è consentita nella provincia di Reggio Emilia.

## Caratteristiche organolettiche
- colore: da rosato a rubino vivace-spuma fine con svolgimento persistente.
- odore: gradevole e caratteristico.
- sapore: asciutto, amabile o dolce, frizzante, non molto di corpo, armonico, fresco e gradevole, caratteristico

## Storia
Il 22 luglio 1971 viene riconosciuta, tramite un decreto dell'allora Presidente della Repubblica, la denominazione di origine "Lambrusco Reggiano", e ne viene contemporaneamente approvato il relativo disciplinare. 
La denominazione si prefigge lo scopo di qualificare le uve ed i relativi vini prodotti nel territorio provinciale, già conosciuti ed apprezzati fin dall'antichità. A tale scopo fissa una serie di norme, specificate nel relativo disciplinare, a cui il produttore deve necessariamente attenersi, affinché il prodotto sia ben caratterizzato e riconoscibile dal consumatore.
Il controllo del rispetto di tali normative per salvaguardare la tipicità dei prodotti è affidato ad uno specifico ente, nato anch'esso nel 1971, e attualmente denominato "Consorzio per la Tutela dei vini "Reggiano" e "Colli di Scandiano e di Canossa".
Dal 26 novembre 1996, infatti, la DOC "Lambrusco Reggiano" cambia nome e diviene semplicemente "Reggiano", con la presenza di nuove tipologie oltre al lambrusco.

## Abbinamenti consigliati
Tradizionalmente, la versione secca (ma anche quella amabile) viene abbinata ai piatti tipici della tradizione reggiana ed emiliana (erbazzone, parmigiano reggiano, salumi, bolliti).

## Produzione
Provincia, stagione, volume in ettolitri
- nessun dato disponibile